# Штраупиц
Штраупиц или Чупц (њем. Straupitz, длсрп. Tšupc) општина је у њемачкој савезној држави Бранденбург. Једно је од 37 општинских средишта округа Даме-Шпревалд. Према процјени из 2010. у општини је живјело 999 становника. Посједује регионалну шифру (AGS) 12061476.

## Географски и демографски подаци
Штраупиц или Чупц се налази у савезној држави Бранденбург у округу Даме-Шпревалд. Општина се налази на надморској висини од 50 метара. Површина општине износи 21,6 km². У самом мјесту је, према процјени из 2010. године, живјело 999 становника. Просјечна густина становништва износи 46 становника/km².